# Isaac Viñales
Isaac Viñales Mares (* 6. November 1993 in Llançà) ist ein spanischer Motorradrennfahrer.
Er ist ein Cousin des Moto3-Weltmeisters von 2013 Maverick Viñales. Ein weiterer Cousin war Dean Berta Viñales (2006–2021), welcher im Viñales Racing Team seines Onkels in der Supersport-300-Weltmeisterschaft antrat.
2021 trat Viñales in der Superbike-Weltmeisterschaft für Orelac Racing VerdNatura Kawasaki an.

## Statistik

### In der Motorrad-Weltmeisterschaft
| Saison | Klasse  | Team                    | Motorrad  | Rennen | Rennen | Siege | Zweiter | Dritter | Dritter | Poles | Schn. Rennrunden | Schn. Rennrunden | Punkte | Punkte | Ergebnis |
| ------ | ------- | ----------------------- | --------- | ------ | ------ | ----- | ------- | ------- | ------- | ----- | ---------------- | ---------------- | ------ | ------ | -------- |
| 2010   | 125 cm³ | Catalunya Racing Team   | Aprilia   | 3      | 5      | –     | –       | –       | –       | –     | –                | –                | 3      | 3      | 25.      |
| 2010   | 125 cm³ | Lambretta Reparto Corse | Lambretta | 2      | 5      | –     | –       | –       | –       | –     | –                | –                | –      | 3      | 25.      |
| 2012   | Moto3   | Ongetta-Centro Seta     | FTR-Honda | 15     | 15     | –     | –       | –       | –       | –     | –                | –                | 8      | 8      | 28.      |
| 2013   | Moto3   | Ongetta-Centro Seta     | FTR-Honda | 17     | 17     | –     | –       | –       | –       | –     | –                | –                | 47     | 47     | 17.      |
| 2014   | Moto3   | Team Calvo              | KTM       | 18     | 18     | –     | 2       | 1       | 1       | –     | –                | –                | 141    | 141    | 7.       |
| 2015   | Moto3   | Team Calvo              | Husqvarna | 9      | 18     | –     | –       | 1       | 1       | –     | –                | 1                | 64     | 115    | 9.       |
| 2015   | Moto3   | RBA Racing Team         | KTM       | 9      | 18     | –     | –       | –       | 1       | –     | 1                | 1                | 51     | 115    | 9.       |
| 2016   | Moto2   | Tech 3 Racing           | Tech 3    | 17     | 17     | –     | –       | –       | –       | –     | –                | –                | 19     | 19     | 24.      |
| 2017   | Moto2   | BE-A-VIP SAG Team       | Kalex     | 18     | 18     | –     | –       | –       | –       | –     | –                | –                | 18     | 18     | 22.      |
| 2018   | Moto2   | SAG Team                | Kalex     | 9      | 15     | –     | –       | –       | –       | –     | –                | –                | 7      | 7      | 16.      |
| 2018   | Moto2   | Forward Racing Team     | Suter     | 6      | 15     | –     | –       | –       | –       | –     | –                | –                | –      | 7      | 16.      |
| Gesamt | Gesamt  | Gesamt                  | Gesamt    | 123    | 123    | 0     | 2       | 2       | 2       | 0     | 1                | 1                | 358    | 358    |          |

### In der Superbike-Weltmeisterschaft
(Stand: Saisonende 2023)
| Saison | Team                      | Motorrad        | Rennen | Siege | Zweiter | Dritter | Poles | Schn. Rennrunden | Punkte | Ergebnis |
| ------ | ------------------------- | --------------- | ------ | ----- | ------- | ------- | ----- | ---------------- | ------ | -------- |
| 2021   | Orelac Racing VerdNatura  | Kawasaki ZX-10R | 31     | –     | –       | –       | –     | –                | 45     | 17.      |
| 2022   | TPR Team Pedercini Racing | Kawasaki ZX-10R | 3      | –     | –       | –       | –     | –                | 0      | –        |
| 2023   | TPR Team Pedercini Racing | Kawasaki ZX-10R | 27     | –     | –       | –       | –     | –                | 1      | 26.      |
| Gesamt | Gesamt                    | Gesamt          | 61     | 0     | 0       | 0       | 0     | 0                | 46     |          |

### In der Supersport-Weltmeisterschaft
| Saison | Team          | Motorrad           | Rennen | Siege | Zweiter | Dritter | Poles | Schn. Rennrunden | Punkte | Ergebnis |
| ------ | ------------- | ------------------ | ------ | ----- | ------- | ------- | ----- | ---------------- | ------ | -------- |
| 2019   | Kallio Racing | Yamaha YZF-R 6     | 12     | –     | 1       | 2       | –     | 1                | 97     | 7.       |
| 2020   | Kallio Racing | Yamaha YZF-R 6     | 15     | –     | –       | 2       | –     | 3                | 116    | 8.       |
| 2022   | D34G Racing   | Ducati Panigale V2 | 10     | –     | –       | –       | –     | –                | 22     | 25.      |
| Gesamt | Gesamt        | Gesamt             | 37     | 0     | 1       | 4       | 0     | 4                | 235    |          |